# Konstsim vid världsmästerskapen i simsport 2025 – Damernas fria parprogram
Damernas fria parprogram i konstsim vid världsmästerskapen i simsport 2025 avgjordes mellan den 23 och 24 juli 2025 i World Aquatics Championships Arena i Singapore.

## Resultat
Kvalet startade den 23 juli klockan 10:02. Finalen startade den 24 juli klockan 19:32.
Grön bakgrund betyder att konstsimmarna gick vidare till finalen
| Placering | Simmare                                           | Nationalitet         | Kval     | Kval      | Final            | Final            |
| Placering | Simmare                                           | Nationalitet         | Poäng    | Placering | Poäng            | Placering        |
| --------- | ------------------------------------------------- | -------------------- | -------- | --------- | ---------------- | ---------------- |
| 1         | Lilou Lluís Iris Tió                              | Spanien              | 273,8950 | 1         | 282,6087         | 1                |
| 2         | Enrica Piccoli Lucrezia Ruggiero                  | Italien              | 266,9571 | 3         | 278,7137         | 2                |
| 3         | Majja Dorosjko Tatiana Gajdaj                     | Neutrala idrottare B | 269,4688 | 2         | 277,1117         | 3                |
| 4         | Lin Yanhan Lin Yanjun                             | Kina                 | 251,8706 | 6         | 274,3090         | 4                |
| 5         | Laelys Alavez Romane Lunel                        | Frankrike            | 252,6575 | 5         | 257,9033         | 5                |
| 6         | Sofia Malkogeorgou Vasiliki Thanou                | Grekland             | 240,2455 | 10        | 257,2792         | 6                |
| 7         | Uta Kobayashi Tomoka Sato                         | Japan                | 255,9020 | 4         | 254,9917         | 7                |
| 8         | Klara Bleyer Amélie Blumenthal Haz                | Tyskland             | 242,4307 | 9         | 245,1512         | 8                |
| 9         | Audrey Lamothe Ximena Ortiz                       | Kanada               | 233,0079 | 11        | 238,0437         | 9                |
| 10        | Darja Mosjynska Anastasija Sjmonina               | Ukraina              | 251,0959 | 7         | 231,2713         | 10               |
| 11        | Fernanda Arellano Itzamary González               | Mexiko               | 246,7462 | 8         | 228,6608         | 11               |
| 12        | Robyn Swatman Eve Young                           | Storbritannien       | 230,3952 | 12        | 210,9404         | 12               |
| 13        | Dayana Jamanchalova Yasmin Tuyakova               | Kazakstan            | 228,2541 | 13        | Gick inte vidare | Gick inte vidare |
| 14        | Yvette Chong Debbie Soh                           | Singapore            | 222,6152 | 14        | Gick inte vidare | Gick inte vidare |
| 15        | Selin Hürmeriç Ece Üngör                          | Turkiet              | 220,5633 | 15        | Gick inte vidare | Gick inte vidare |
| 16        | Maria Alavidze Nita Natobadze                     | Georgien             | 218,3351 | 16        | Gick inte vidare | Gick inte vidare |
| 17        | Sara Castañeda Melisa Ceballos                    | Colombia             | 214,9316 | 17        | Gick inte vidare | Gick inte vidare |
| 18        | Blanka Barbócz Blanka Taksonyi                    | Ungern               | 214,8972 | 18        | Gick inte vidare | Gick inte vidare |
| 19        | Lea Krajčovičová Žofia Strapeková                 | Slovakien            | 209,5096 | 19        | Gick inte vidare | Gick inte vidare |
| 20        | Daria Fedaruk Vasilina Chandosjka                 | Neutrala idrottare A | 203,2920 | 20        | Gick inte vidare | Gick inte vidare |
| 21        | Gabriela Regly Anna Veloso                        | Brasilien            | 201,1367 | 21        | Gick inte vidare | Gick inte vidare |
| 22        | Korina Maretić Mia Piri                           | Kroatien             | 200,3586 | 22        | Gick inte vidare | Gick inte vidare |
| 23        | Agustina Medina Lucía Ververis                    | Uruguay              | 197,2808 | 23        | Gick inte vidare | Gick inte vidare |
| 24        | Sabina Makhmudova Ziyodakhon Toshkhujaeva         | Uzbekistan           | 197,0643 | 24        | Gick inte vidare | Gick inte vidare |
| 25        | Julie Lewczyszynová Sofie Schindlerová            | Tjeckien             | 192,4092 | 25        | Gick inte vidare | Gick inte vidare |
| 26        | María Ccoyllo Lía Luna                            | Peru                 | 187,5567 | 26        | Gick inte vidare | Gick inte vidare |
| 27        | Zeina Amr Maryam Samer                            | Egypten              | 185,3659 | 27        | Gick inte vidare | Gick inte vidare |
| 28        | Bárbara Coppelli Macarena Vial                    | Chile                | 182,7804 | 28        | Gick inte vidare | Gick inte vidare |
| 29        | Ana Culic Thea Grima Buttigieg                    | Malta                | 173,0667 | 29        | Gick inte vidare | Gick inte vidare |
| 30        | Tiziana Bonucci María Carasatorre                 | Argentina            | 168,5584 | 30        | Gick inte vidare | Gick inte vidare |
| 31        | Katherine Chu Hung Sze Ching                      | Hongkong             | 164,2558 | 31        | Gick inte vidare | Gick inte vidare |
| 32        | Leong Hoi Cheng Shao Anlan                        | Macao                | 155,2513 | 32        | Gick inte vidare | Gick inte vidare |
| 33        | Cesia Castaneda Grecia Mendoza                    | El Salvador          | 139,7125 | 33        | Gick inte vidare | Gick inte vidare |
| 34        | María Alfaro Anna Mitinian                        | Costa Rica           | 135,2216 | 34        | Gick inte vidare | Gick inte vidare |
| 35        | Hilda Tri Julyandra Talitha Amabelle Putri Subeni | Indonesien           | 128,2740 | 35        | Gick inte vidare | Gick inte vidare |
| 36        | Gabriela Batista Alejandra Molina                 | Kuba                 | 112,7179 | 36        | Gick inte vidare | Gick inte vidare |